# Torpedo fuscomaculata
Torpedo fuscomaculata е вид хрущялна риба от семейство Torpedinidae.

## Разпространение
Видът е разпространен във водите около Мозамбик и Южна Африка.